# Insizwa oblita
Insizwa oblita är en tvåvingeart som först beskrevs av Munro 1929.  Insizwa oblita ingår i släktet Insizwa och familjen borrflugor. Inga underarter finns listade i Catalogue of Life.